# Лейк-Томагок (Огайо)
Лейк-Томагок (англ. Lake Tomahawk) — переписна місцевість (CDP) в США, в окрузі Коламбіана штату Огайо. Населення — 494 особи (2020).

## Географія
Лейк-Томагок розташований за координатами 40°45′41″ пн. ш. 80°35′47″ зх. д. / 40.76139° пн. ш. 80.59639° зх. д. (40.761379, -80.596337).  За даними Бюро перепису населення США в 2010 році переписна місцевість мала площу 2,66 км², з яких 2,15 км² — суходіл та 0,51 км² — водойми.

## Демографія
Згідно з переписом 2010 року, у переписній місцевості мешкало 485 осіб у 191 домогосподарстві у складі 147 родин. Густота населення становила 182 особи/км².  Було 255 помешкань (96/км²).
Расовий склад населення:
| - 97,9 % — білих - 0,4 % — корінних американців - 0,2 % — вихідців з тихоокеанських островів - 0,2 % — чорних або афроамериканців |

До двох чи більше рас належало 1,2 %. Частка іспаномовних становила 0,8 % від усіх жителів.
За віковим діапазоном населення розподілялося таким чином: 20,6 % — особи молодші 18 років, 67,9 % — особи у віці 18—64 років, 11,5 % — особи у віці 65 років та старші. Медіана віку мешканця становила 45,1 року. На 100 осіб жіночої статі у переписній місцевості припадало 106,4 чоловіків;  на 100 жінок у віці від 18 років та старших — 108,1 чоловіків також старших 18 років.
За межею бідності перебувало 2,7 % осіб, у тому числі 0,0 % дітей у віці до 18 років та 0,0 % осіб у віці 65 років та старших.
Цивільне працевлаштоване населення становило 303 особи. Основні галузі зайнятості: науковці, спеціалісти, менеджери — 30,4 %, освіта, охорона здоров'я та соціальна допомога — 26,1 %, мистецтво, розваги та відпочинок — 11,2 %, оптова торгівля — 7,3 %.